# Piero Gibellino
Piero Gibellino (né le 29 mars 1926 à Gattinara dans le Piémont) est un joueur italien de football, qui jouait en tant que défenseur latéral.